# Adalia
Pour les articles homonymes, voir Adalia (homonymie).
Genre
Adalia est un genre de Coléoptères prédateurs de la famille des Coccinellidés, dont les larves et les adultes ont pour proies principalement des Pucerons aussi bien sur les arbres fruitiers, les grandes cultures, les cultures légumières et les cultures ornementales que sur les plantes sauvages.

## Liste d'espèces
Selon ITIS (29 août 2014) :
- Adalia bipunctata (Linnaeus, 1758)

Selon NCBI (22 novembre 2021) :
- Adalia angulifera
- Adalia bipunctata
- Adalia conglomerata
- Adalia decempunctata
- Adalia frigida
- Adalia lenticula
- Adalia tetraspilota

Selon Paleobiology Database (29 août 2014) :
- Adalia subversa

## Taxonomie
Le nom valide complet (avec auteur) de ce taxon est Adalia Mulsant, 1846.